# Amt Burgdorf

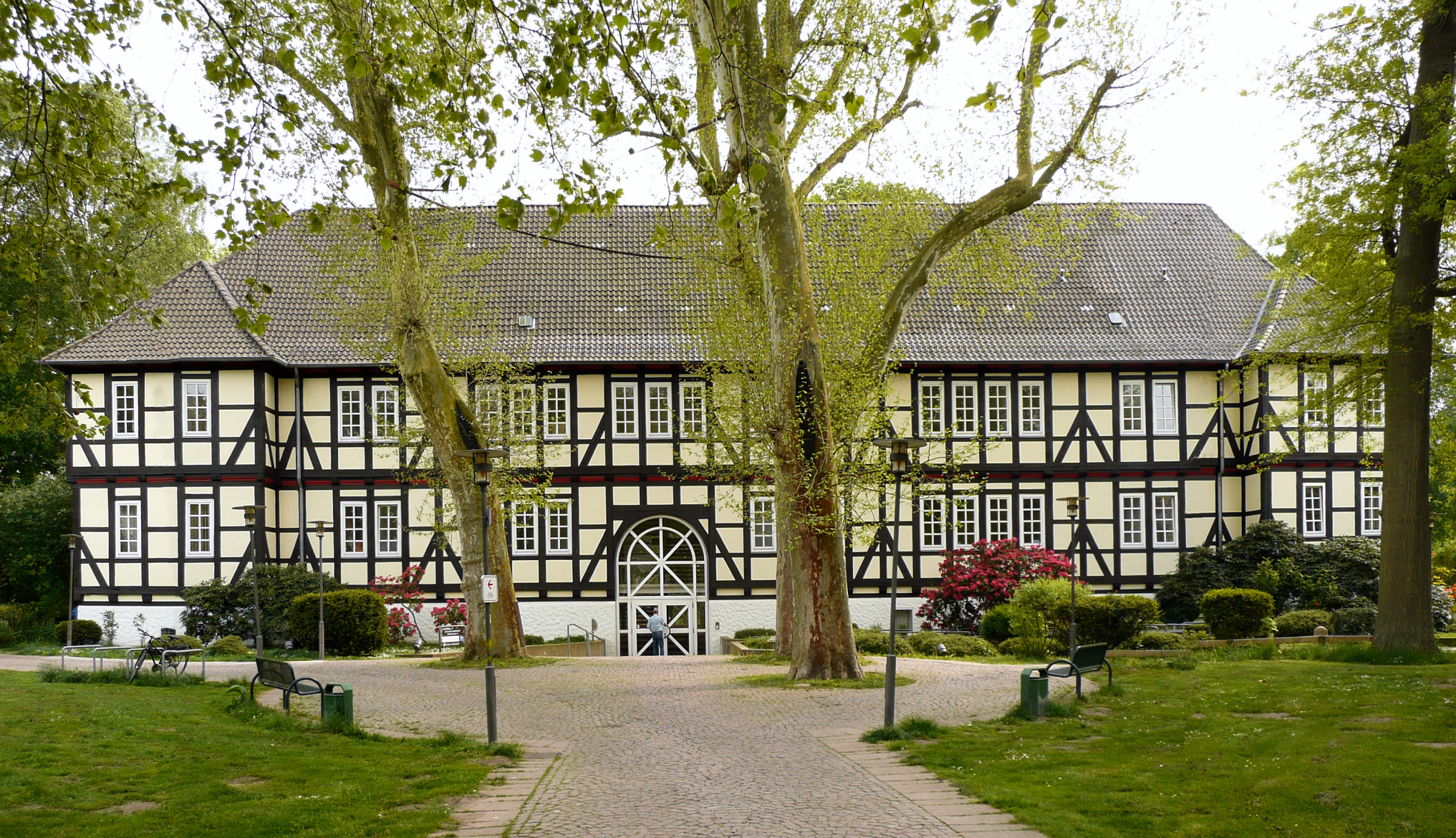
Schloss Burgdorf, Sitz der Amtsverwaltung

Das Amt Burgdorf war ein östlich von Hannover gelegenes historisches Verwaltungsgebiet des Fürstentums Lüneburg, später des Königreichs Hannover bzw. der preußischen Provinz Hannover. Sitz der Amtsverwaltung war das herzogliche Schloss Burgdorf in Burgdorf.

## Geschichte
Das Amt geht auf eine zwischen 1260 und 1279 von den Hildesheimer Bischöfen erbaute Burg zurück. Das Kerngebiet ihres Zubehörs entsprach einem Gogericht. 1420/21 gelangte die Burg in welfischen Besitz und wurde zum Mittelpunkt einer Amtsvogtei ausgebaut, der 1422 der östliche Teil der Grafschaft Burgwedel mit den Ortschaften Otze, Ramlingen, Weferlingsen, Heeßel, Beinhorn und Kolshorn zugewiesen wurde. Als Grenze zwischen den Vogteien Burgdorf und Burgwedel wurde das Gewässer Wulbeeke festgesetzt. 1426 wird Hans Kock als Vogt genannt. Nach der endgültigen Integration Burgdorfs in den welfischen Machtbereich wurde je ein Vogt in Burgdorf und Dachtmissen installiert. Das Amt des Vogts wurde aber wohl noch im 15. Jahrhundert aufgegeben und durch den jeweiligen Pfandinhaber von Schloss und Weichbild Burgdorf abgelöst. Wohl Anfang des 16. Jahrhunderts wurde die Vogtei in ein Amt umgewandelt. Der Bereich der Vogtei Burgdorf umfasste neben Burgdorf selbst die Dörfer Aligse, Rödensen, Schillerlage und Obershagen, vielleicht auch Ahrbeck. Die Zugehörigkeit von Hülptingsen ist unsicher. 1443 kamen die Dörfer Otze, Weferlingsen und Heeßel von der Grafschaft Burgwedel an die Vogtei. Bis 1472 folgten Ramlingen und Kolshorn. Die frühere Vogtei Dachtmissen wurde vor 1533 eingegliedert. Horst und Altwarmbüchen waren noch im 17. Jahrhundert zwischen Burgwedel und Burgdorf umstritten. 1643 wurde Steinwedel der Vogtei Burgdorf unterstellt.
Bis 1535 befanden sich Haus und Amt im Pfandbesitz der Familie von Dageförde. 1535 kam es an Ludolph von Klencke, 1545 an Ernst von Reden, dem 1573 Lorenz von Lüneburg, 1584 Arend von Hanstedt, 1593 Joachim von Staffhorst, 1599 Ernst von Bothmer folgten. Von 1583 bis 1586 hatte die Gräfin Maria Magdalene von Bentheim-Steinfurt, eine geborene Herzogin von Braunschweig und Lüneburg und Tochter Ernst des Bekenners, Schloss und Amt als Wittum. Weitere Pfandinhaber waren der Celler Großvogt Balthasar Clamer (1614), Nicolaus Knaust (1634), Ernst von Wurmb (1639), Friedrich Schenk von Winterstedt. 1659 endete die Verpfändung des Amtes.
Ungeachtet der Verpfändung amtierten seit dem 16. Jahrhundert juristisch vorgebildete Amtmänner als herzogliche Beamte zur Wahrnehmung der Gerichtsbarkeit und anderer landesherrlicher Hoheitsrechte. Mit dem Ende der Pfandschaft 1569 oblag die Verwaltung zunächst einem Amtmann oder Amtsschreiber, ab 1702 einem (adeligen) Drosten als erstem Beamten und einem Amtmann bzw. Amtsschreiber als zweitem Beamten.
1814 wurde das bisher gemeinsam verwaltete Kirchspiel Horst (Hoheitssachen und Kriminalgerichtsbarkeit lagen bis dahin bei Burgdorf) ganz dem Amt Burgwedel zugeschlagen. Bei der Trennung von Justiz und Verwaltung (1852) wurde der westlich der Fuhse gelegene Teil des Amts Meinersen (Vogtei Uetze) in das Amt Burgdorf eingegliedert, 1859 das aufgehobene Amt Ilten. 1885 wurde das Amt in die Kreisverfassung überführt.

## Gemeinden
Bei seiner Aufhebung (1885) umfasste das Amt Burgdorf folgende Gemeinden:
| - Abbeile (*) - Ahlten (**) - Ahrbeck - Aligse - Altmerdingsen (*) - Ambostel (*) - Anderten (**) - Arpke (*) - Beinhorn (*) - Benrode (*) - Bilm (**) - Dachtmissen - Dahrenhorst (*) | - Dolgen (**) - Dollbergen (*) - Evern (**) - Gretenberg (**) - Groß Steinwedel - Hänigsen (*) - Haimar (**) - Harber (**) - Heeßel - Höver (**) - Hülptingsen - Ilten (**) | - Immensen - Katensen (*) - Kolshorn - Krätze (*) - Klein Lobke (**) - Klein Steinwedel - Landwehr (*) - Lehrte (**) - Obershagen - Oelerse (*) - Otze - Ramlingen | - Rethmar (**) - Röddensen - Röddenserbusch (*) - Röhrse (*) - Schillerslage - Schwüblingsen (*) - Sehnde (**) - Sievershausen (*) - Sorgensen - Uetze (*) - Wackerwinkel (*) - Weferlingsen |

(*) Aus der Vogtei Uetze des Amts Meinersen; (**) aus dem Amt Ilten

## Drosten und Amtmänner
- 1702: Werner von Lüneburg, Drost
- 1726: Johann Friedrich von Alvensleben, Drost
- 1762–1766: Philipp Christian Bacmeister (1733–1799), Amtsschreiber
- 1768: Franz Jobst Friedrich von Oldershausen, Drost
- 1774: Friedrich Heinrich von Marenholz
- 1774/1775: Christian von Ramdohr (1745–1805), Amtsschreiber
- 1777: Ernst Bodo von Alten
- 1786: Heinrich Ludwig von Blum, Amtmann
- 1798–1810: Johann Friedrich von Ompteda
- 1814–1846: Georg Benedict Friedrich von Holle, Drost, ab 1833 Oberhauptmann
- 1846–1847: Carl Salfeld, Amtmann
- 1848: vakant
- 1849–1859: Carl August von Linsingen, Kammerrat
- 1860–1866: Hermann Ludwig Freiherr von Hodenberg, Amtmann, ab 1862 Oberamtmann
- 1867: vakant
- 1868–1883: Carl Wilhelm Arnold Albrecht, Amtmann
- 1883–1885: Christian Lübbes, Amtmann, 1885–1898 Landrat des Kreises Burgdorf